# Ed Czerkiewicz
Ed Czerkiewicz (8 de juliol de 1912 - ?) fou un futbolista estatunidenc. Va formar part de l'equip estatunidenc a la Copa del Món de 1934.